# Ansó
Ansó est une commune d'Espagne dans la communauté autonome d'Aragon, province de Huesca. Elle n'est constituée que d'un seul village du même nom. Ansó appartient à l'association Les Plus Beaux Villages d'Espagne.

## Géographie
Le territoire de la commune se situe dans le massif montagneux des Pyrénées :
| \| Ansó \| Géolocalisation sur la carte des Pyrénées |
| Ansó                                                 |

Administrativement la localité se trouve au nord de l'Aragon dans la comarque de Jacetania.

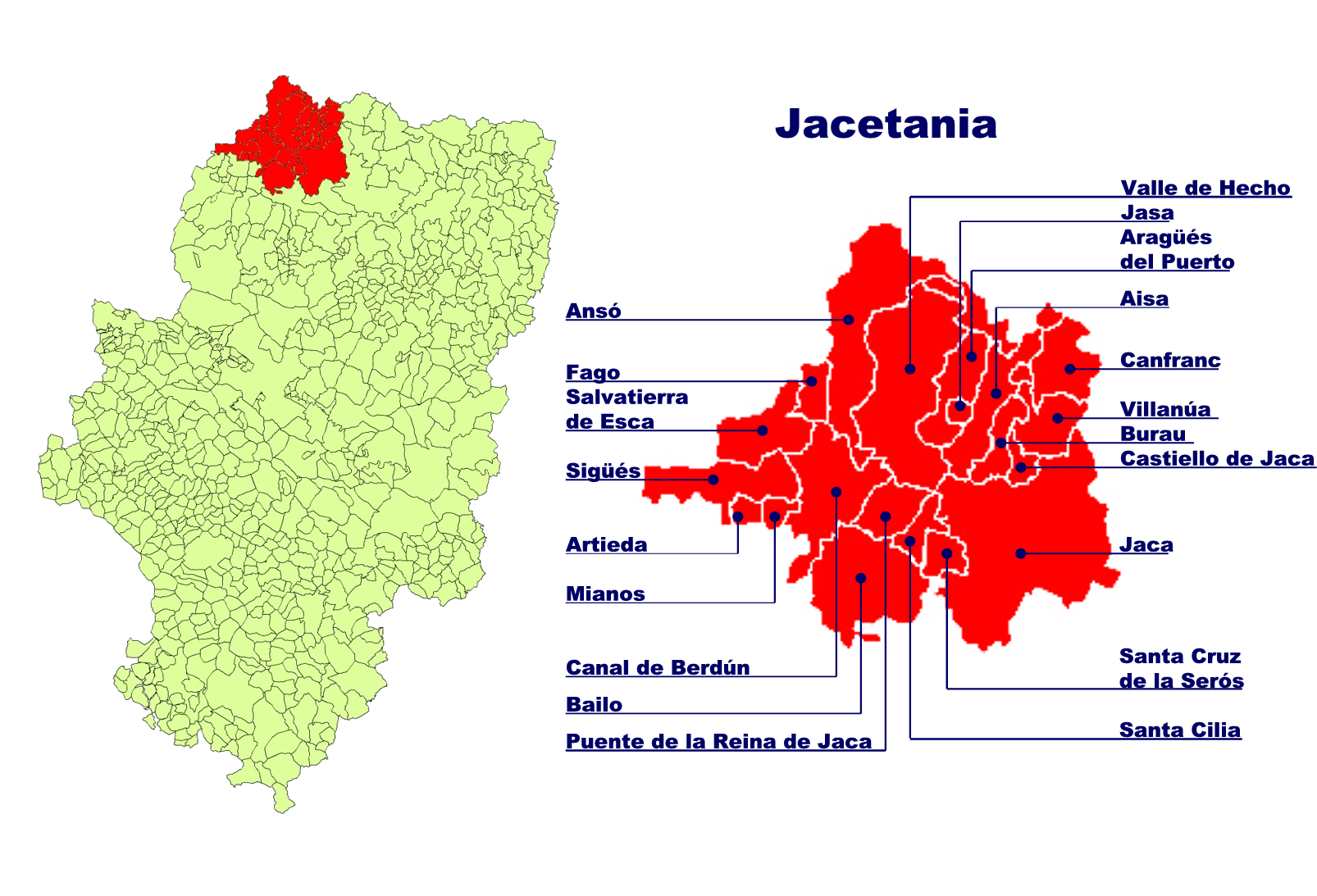
Territoire des communes en la comarque de la Jacetania (zone rouge, reste de l'Aragon en vert clair)

Localités limitrophes : À compléter

## Histoire
- Dolmen de Aguas Tuertas

## Administration
| Période | Période | Identité         | Étiquette | Qualité |
| ------- | ------- | ---------------- | --------- | ------- |
| 1979    | 1983    |                  |           |         |
| 1983    | 1987    |                  |           |         |
| 1987    | 1991    |                  |           |         |
| 1991    | 1995    |                  |           |         |
| 1995    | 1999    |                  |           |         |
| 1999    | 2003    |                  |           |         |
| 2003    | 2007    |                  |           |         |
| 2007    | 2011    | Félix Ipas Barba | PSOE      |         |

## Démographie
| Évolution démographique | Évolution démographique | Évolution démographique | Évolution démographique | Évolution démographique | Évolution démographique | Évolution démographique | Évolution démographique | Évolution démographique | Évolution démographique | Évolution démographique | Évolution démographique | Évolution démographique | Évolution démographique | Évolution démographique | Évolution démographique | Évolution démographique | Évolution démographique |
| 1842                    | 1857                    | 1860                    | 1877                    | 1887                    | 1897                    | 1900                    | 1910                    | 1920                    | 1930                    | 1940                    | 1950                    | 1960                    | 1970                    | 1981                    | 1991                    | 2001                    | 2007                    |
| ----------------------- | ----------------------- | ----------------------- | ----------------------- | ----------------------- | ----------------------- | ----------------------- | ----------------------- | ----------------------- | ----------------------- | ----------------------- | ----------------------- | ----------------------- | ----------------------- | ----------------------- | ----------------------- | ----------------------- | ----------------------- |
| 1187                    | ..                      | ..                      | 1997                    | 1933                    | 1592                    | 1549                    | 1474                    | 1226                    | 1240                    | 1202                    | 1010                    | 835                     | 707                     | 548                     | 479                     | 523                     | 500                     |

## Patrimoine
Le célèbre Dolmen de Aguas Tuertas, site archéologique majeur, est situé sur le territoire de la commune.

## Personnalités liées à la ville
- Alexandre Antigna (1817-1878), peintre français, auteur des Aragonaises d'Anso[5].

## Jumelages
- Borce (France)[6]